# Lolita-Mode

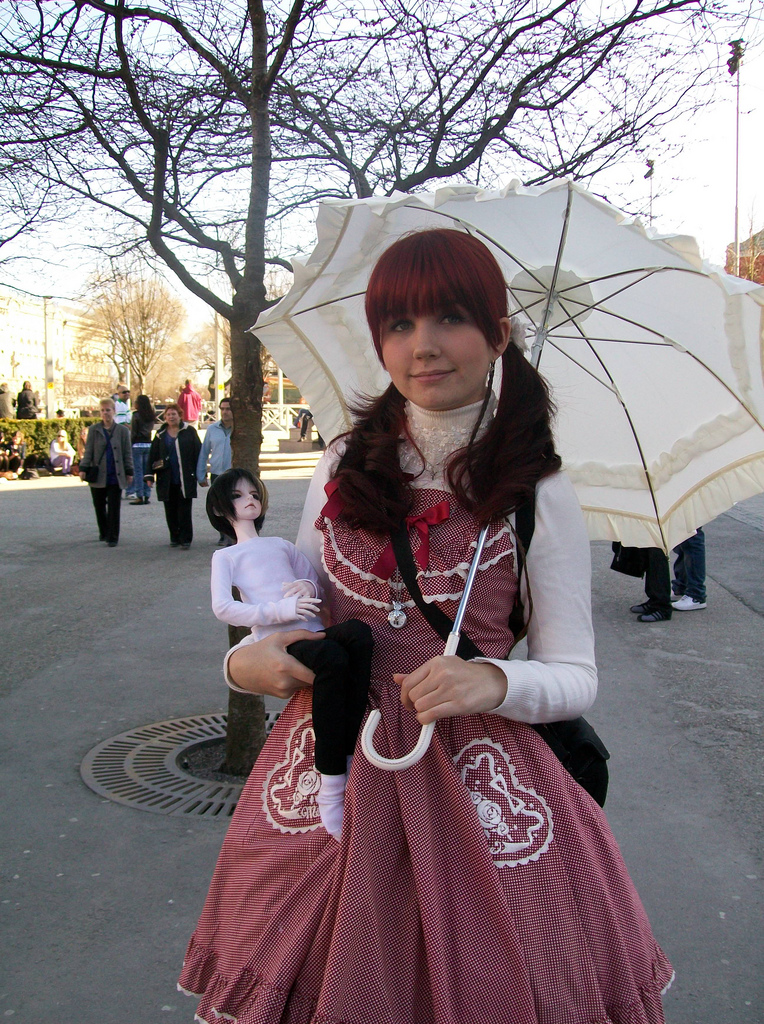
Frau in Lolita-Kleidung

Lolita-Mode (jap. ロリィタ・ファッション, Rorīta Fasshon, von engl. Lolita fashion) ist ein aus Japan stammender Modestil, der auf dem viktorianischen Stil sowie Kleidung aus dem Rokoko basiert, sich aber über diese hinaus weiterentwickelt hat.

## Die Bezeichnung
Die genaue Herkunft der Bezeichnung Lolita-Mode ist nicht sicher. Es wird vermutet, dass sie teilweise als Reaktion gegen zunehmend freizügigere Kleidung, speziell bei jungen Frauen, entstand. Lolita-Anhänger präsentieren sich selbst eher als niedlich oder elegant und weniger als sexy. Die Verwendung des Wortes wird auch als wasei-eigo bezeichnet. Als besondere Erscheinung gibt es inzwischen auch sogenannte Brolitas (aus engl. „brother“ und „Lolita“), also Burschen oder Männer, die in die sehr feminin erscheinenden Kleider schlüpfen.
Fälschlicherweise wird der gesamte Modestil auch als Gothic Lolita bezeichnet, der nur ein Substil ist. Dies ist jedoch ebenso falsch wie die Annahme, Gothic Lolita stelle ein Crossover mit der Gothic-Kultur dar. Diese falsche Assoziation ist darauf zurückzuführen, dass Gothic häufig fälschlicherweise als Synonym für die gesamte Schwarze Szene verwendet wird, in der es tatsächlich nur eine von vielen Strömungen ist. Da häufig angenommen wird, dass schwarze Kleidung das verbindende Element der Schwarzen Szene (fälschlicherweise Gothic) sei, wurde dieser Begriff auch auf (überwiegend) schwarze Lolita-Kleidung angewandt, was letztendlich übernommen wurde.

## Geschichte

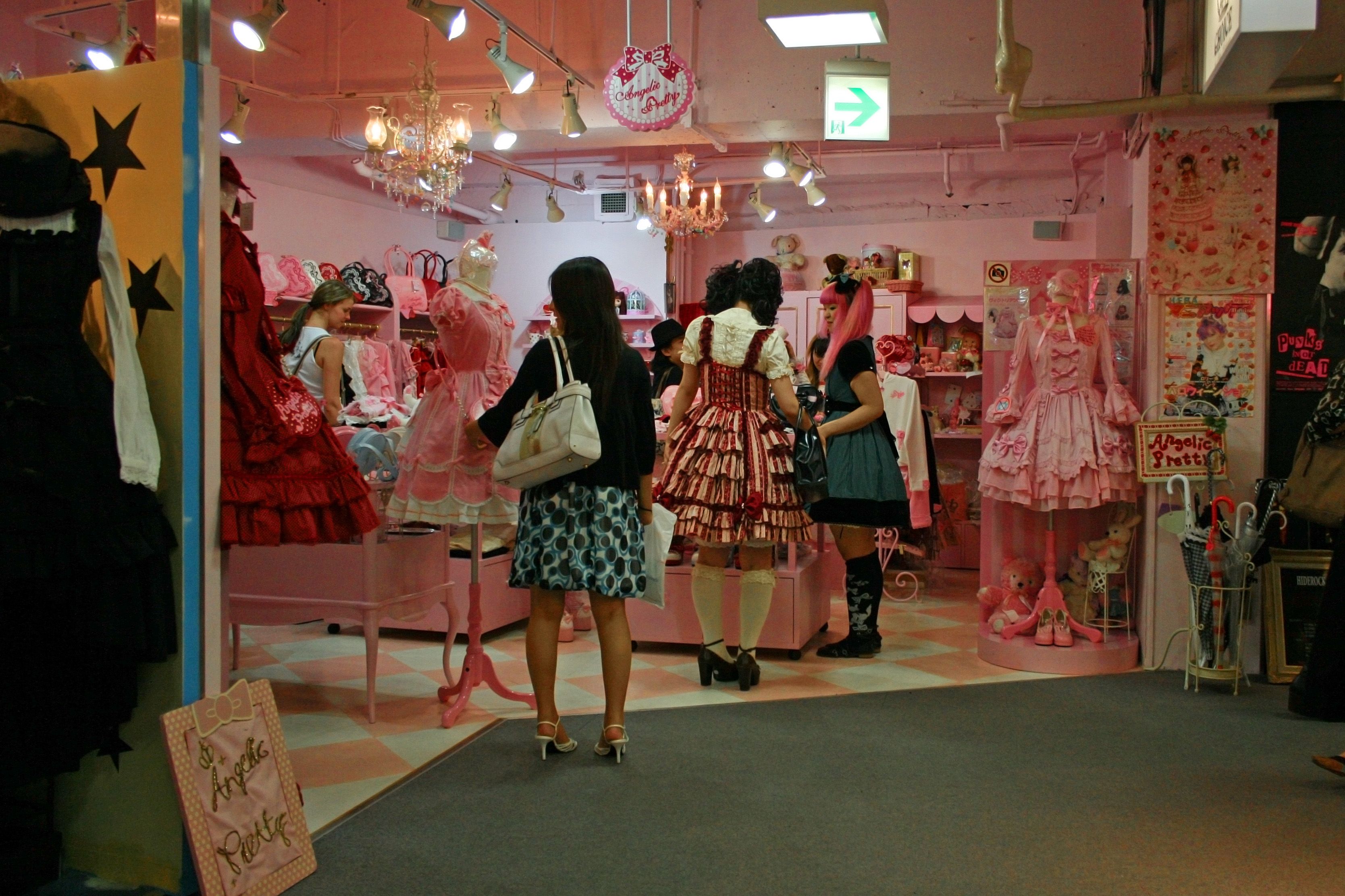
Lolita-Modegeschäft Angelic Pretty in Harajuku, Tokio

Der Lolita-Look begann bescheiden; besonderes Augenmerk galt der Qualität von Material und Verarbeitung. Die ursprüngliche Silhouette bestand aus einem knielangen Rock oder Kleid mit einer Glockenform, die von Petticoats unterstützt wird, hat sich aber um verschiedene Arten von Kleidungsstücken einschließlich Korsetts und bodenlangen Röcken erweitert. Blusen, Kniestrümpfe oder Strumpfhosen und Kopfbedeckungen werden auch getragen. Es haben sich verschiedene Stilrichtungen von Designs sowie eine Subkultur, die in vielen Teilen der Welt verbreitet ist, entwickelt.
Obwohl die genaue Herkunft der Lolita-Mode unklar ist, ist es wahrscheinlich, dass die Bewegung in den späten 1970er Jahren entstand, als berühmte Labels wie Pink House, Milk und Pretty (später als Angelic Pretty bekannt) damit begannen, Kleidung im Lolita-Stil zu verkaufen. Kurz darauf kamen Labels wie Baby, The Stars Shine Bright und Metamorphose temps de fille dazu.
In den 1990er Jahren wurde Lolita-Mode durch die steigende Popularität von Bands wie Malice Mizer und anderen Visual-Kei-Künstlern populärer. Diese Bands trugen Kostüme, welche ihre Fans übernahmen. Der Stil breitete sich bald von seinem Ursprung in der Kansai-Region her aus und erreichte schließlich Tokio. Heute ist Lolita-Mode überall in Japan so populär, dass sie selbst in Kaufhäusern erhältlich ist.

## Bildergalerie

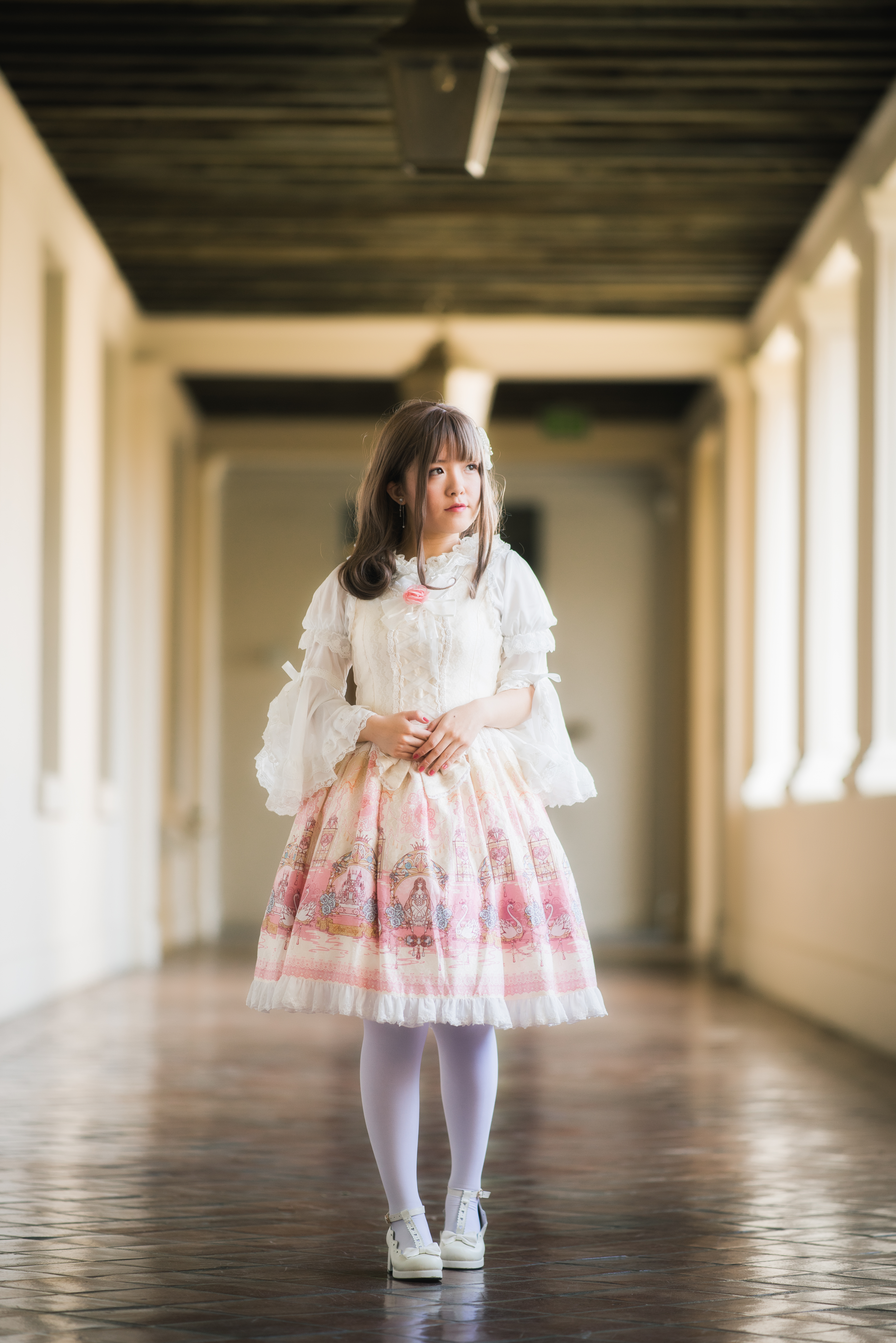
Classic Lolita
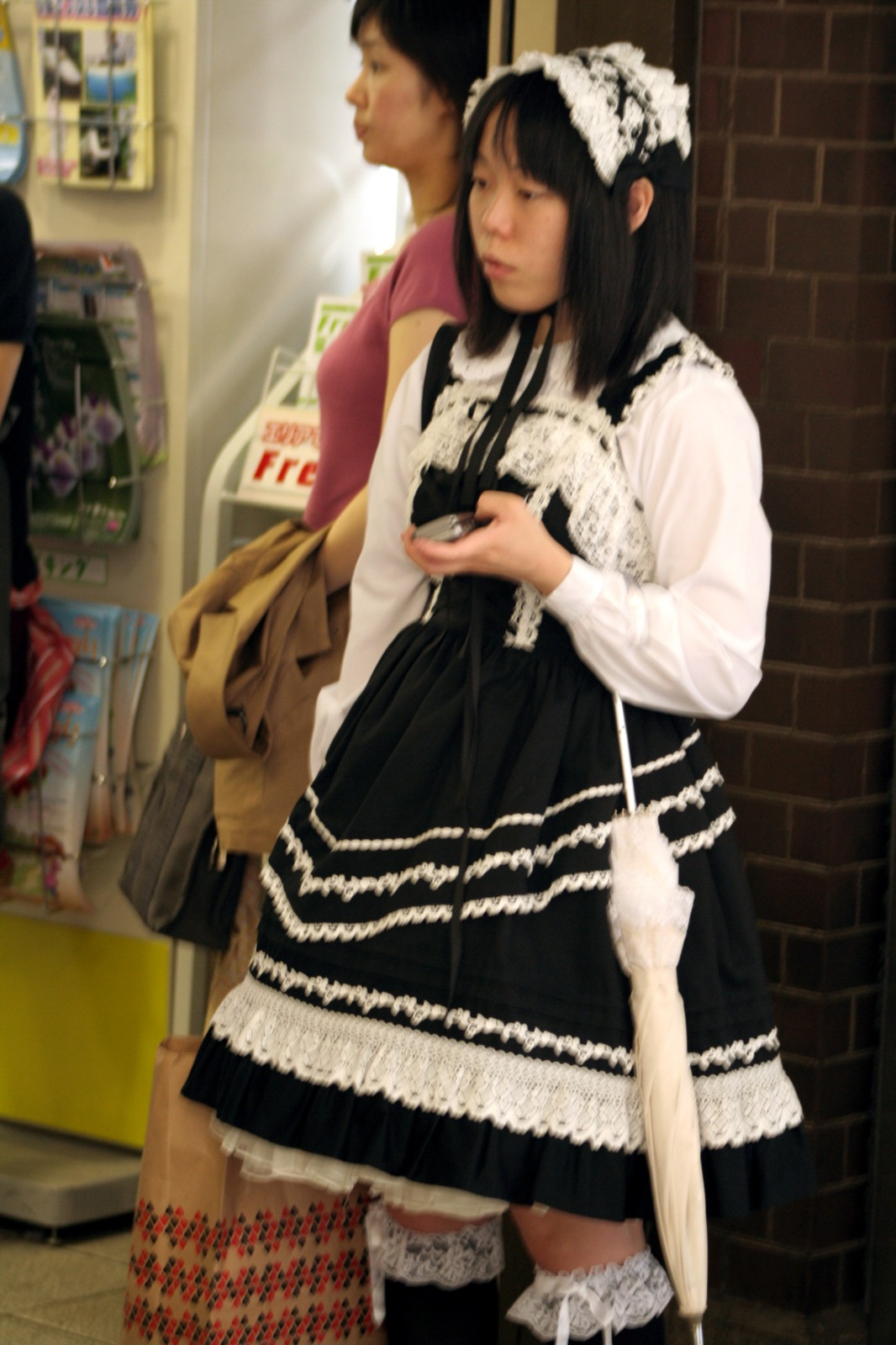
Old-School Lolita
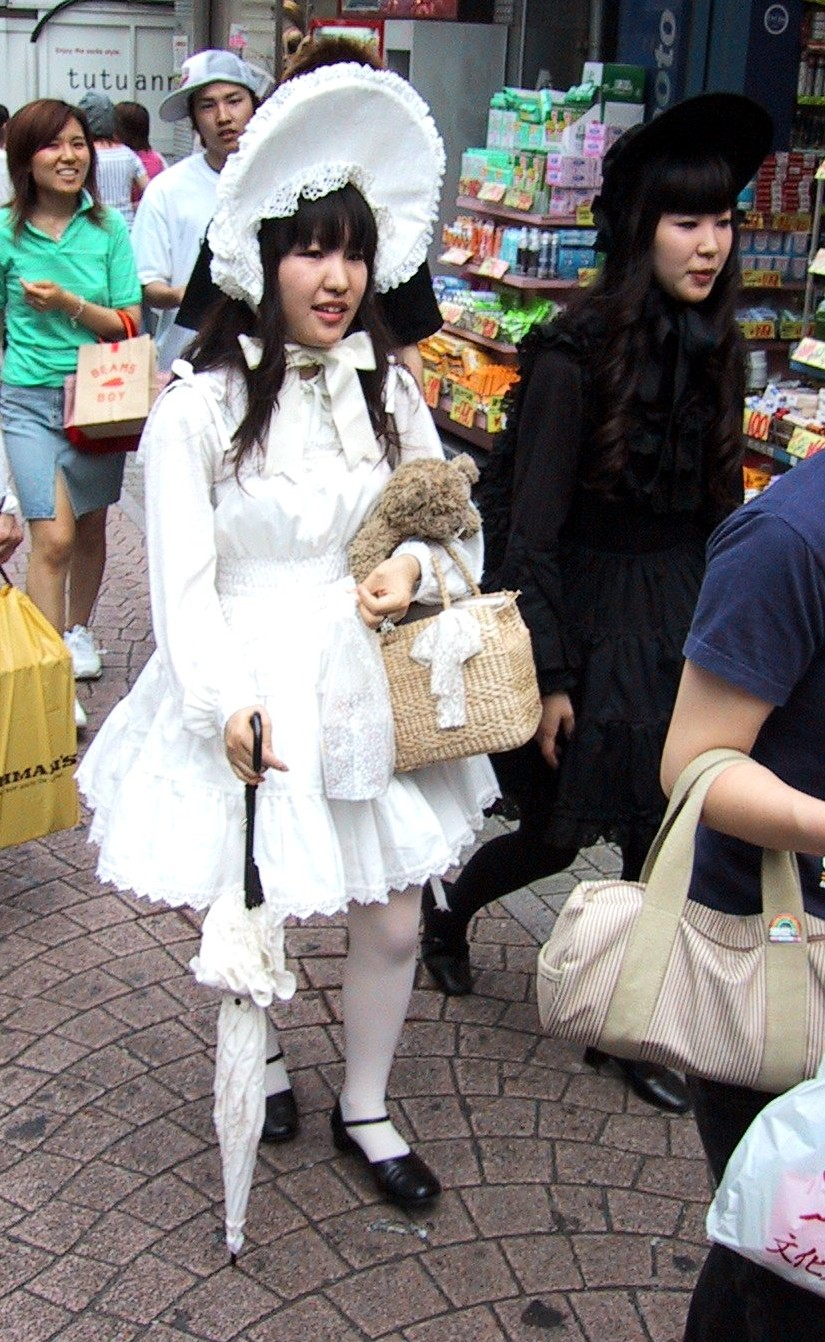
Shiro/White Lolita (links) und Kuro/Black Lolita (rechts)
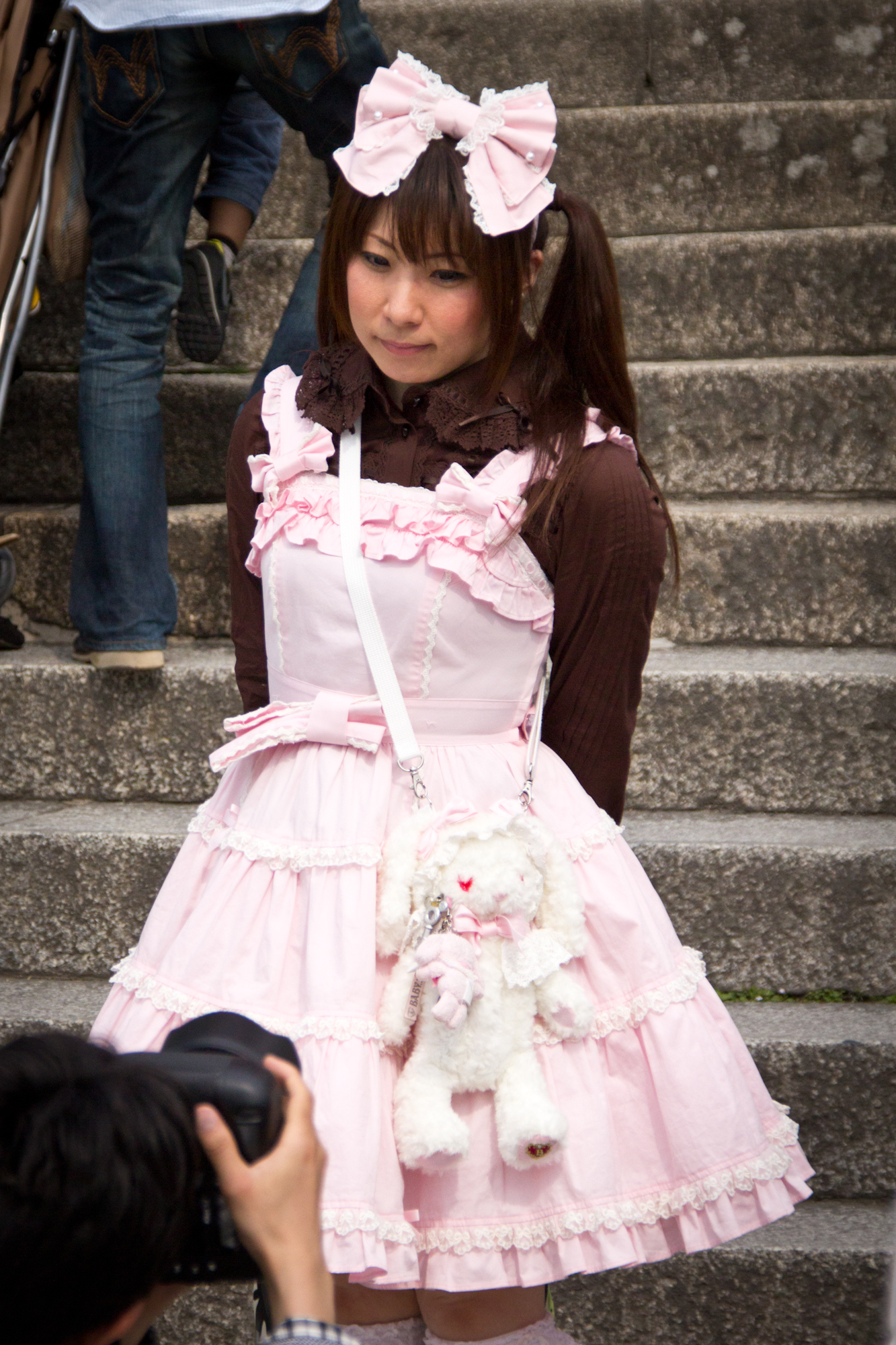
Sweet Lolita
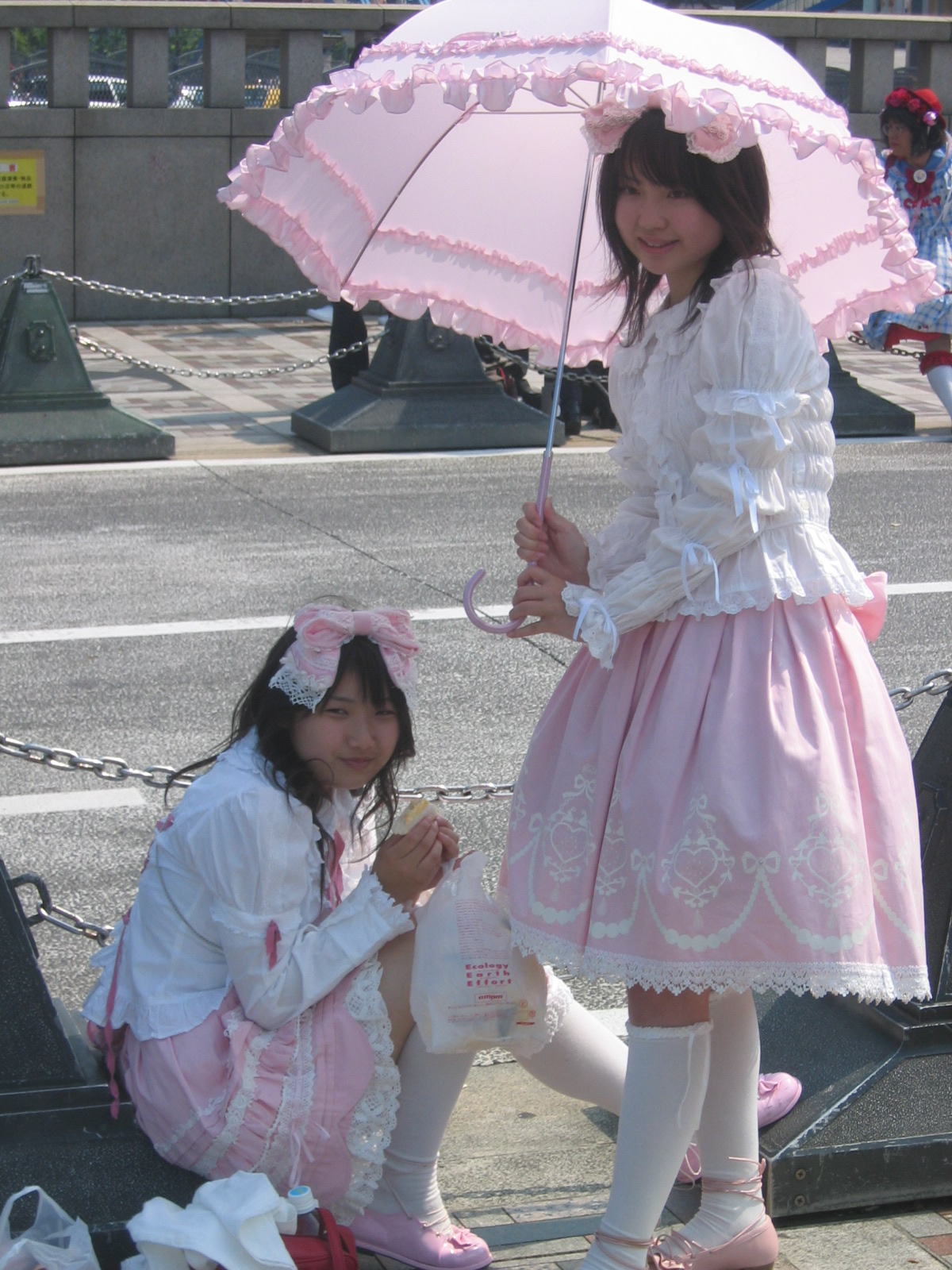
Sweet Lolita
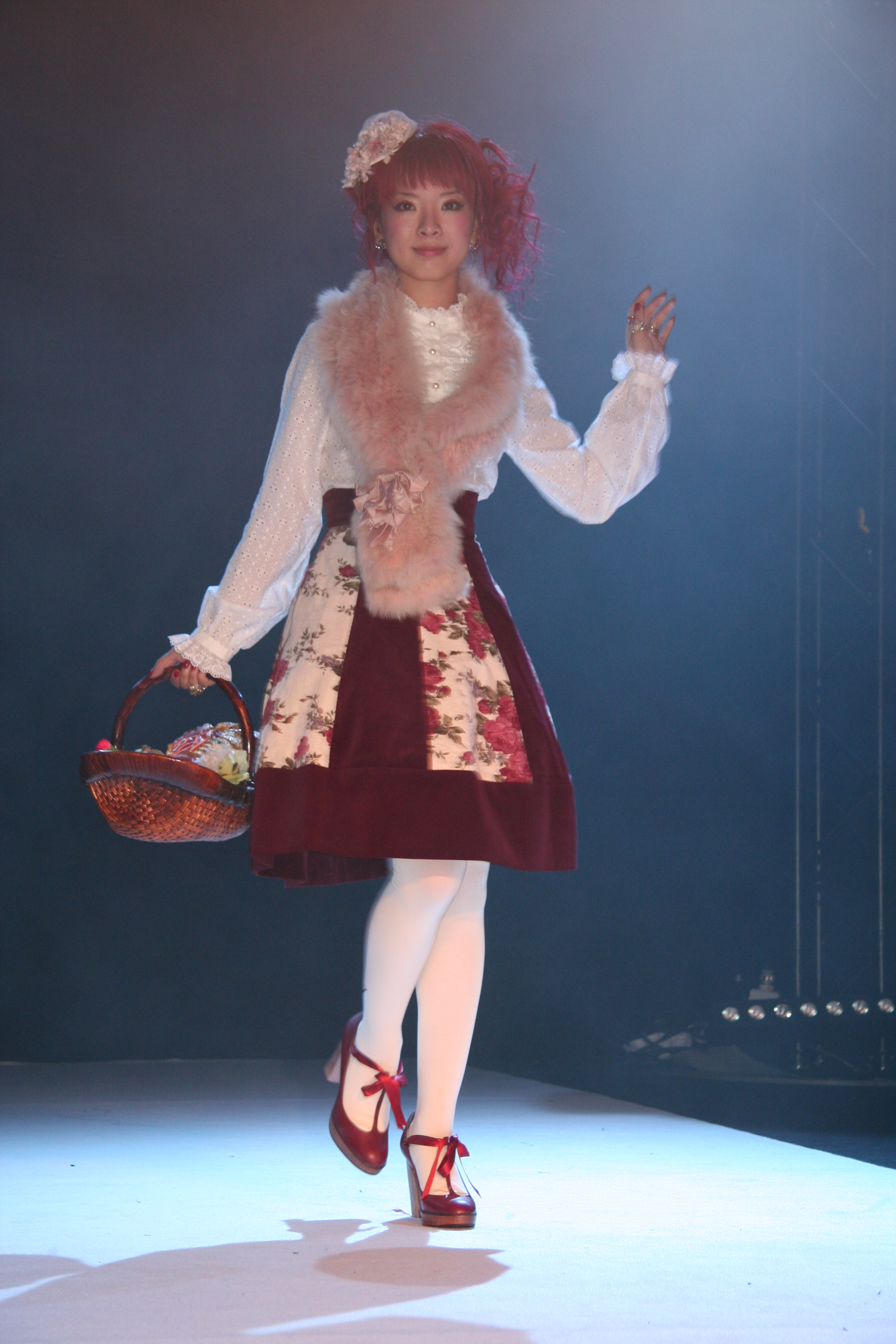
Country Lolita (Nana Kitade)
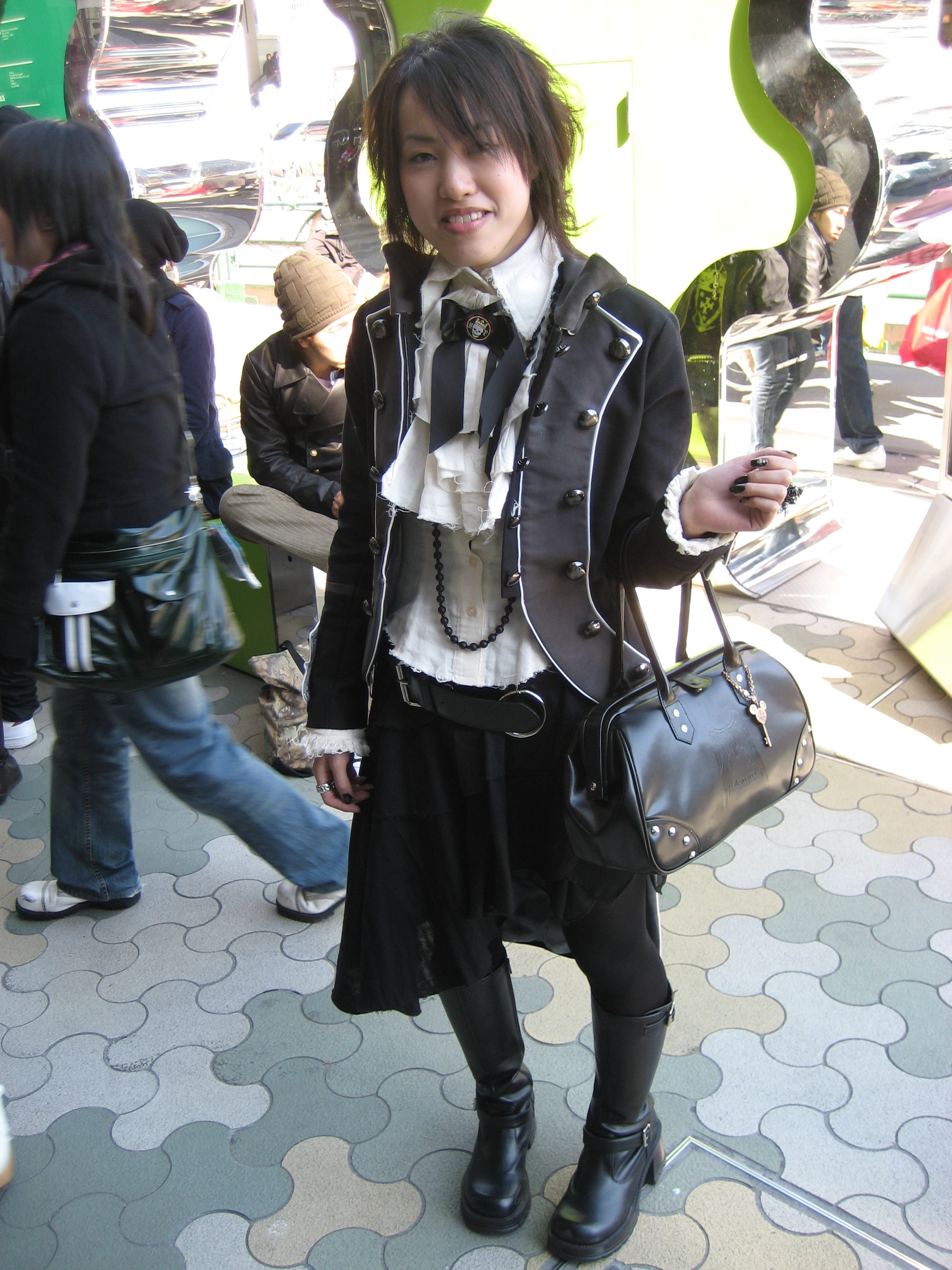
Pirate Lolita
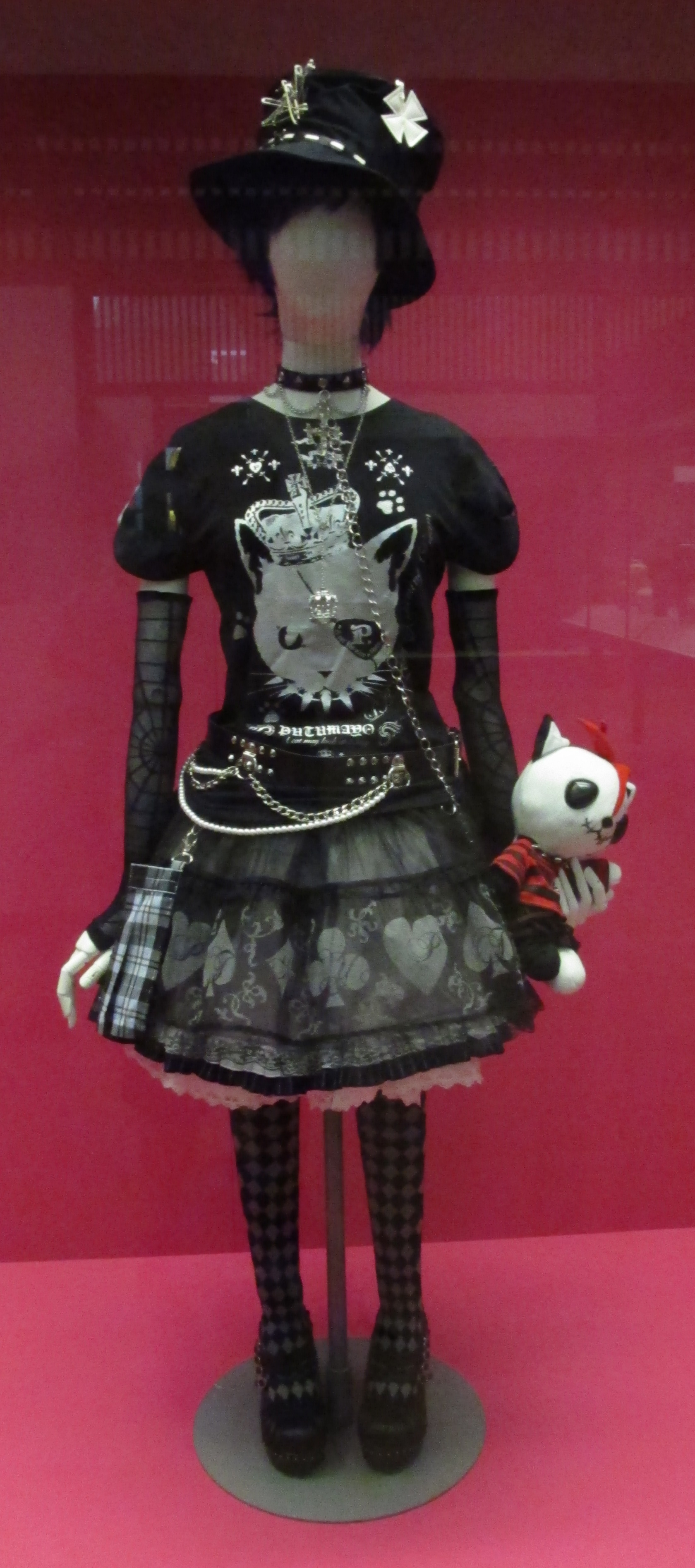
Punk Lolita
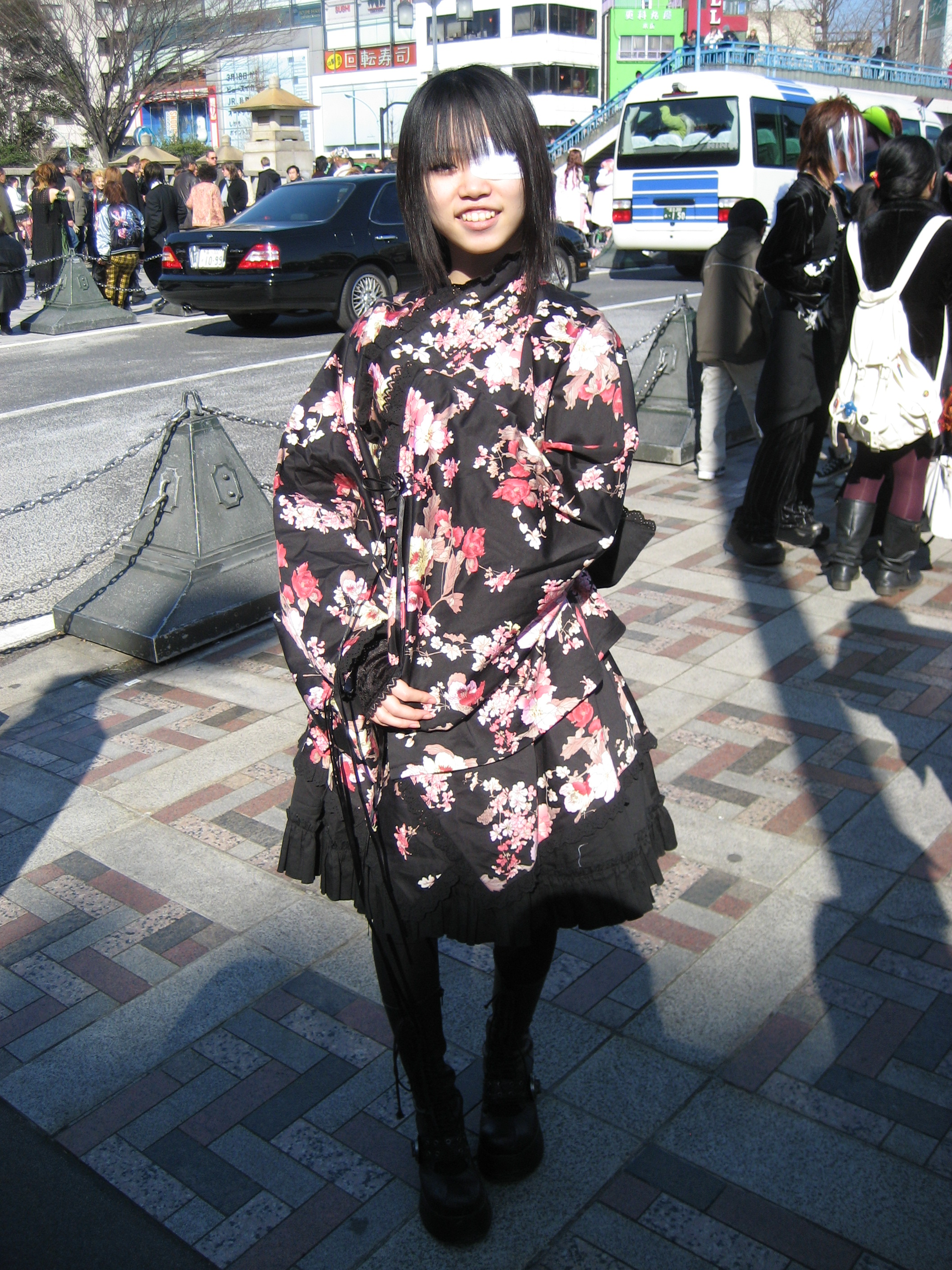
Wa-Lolita mit einem Guro Lolita Element (Augenbinde)
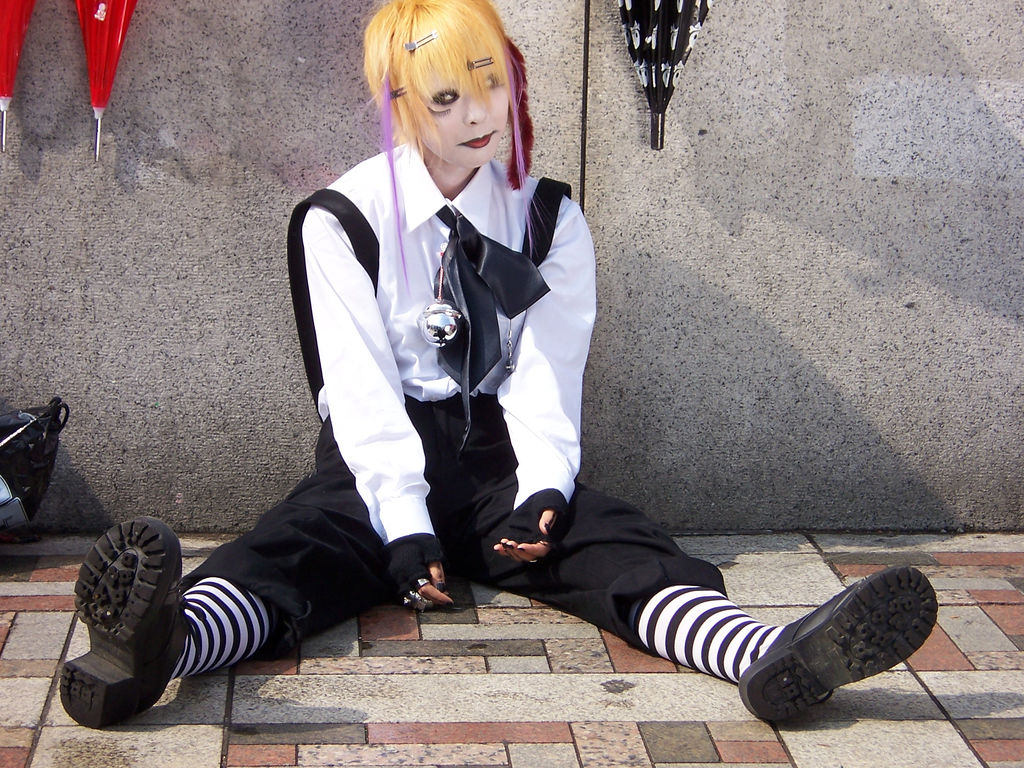
Ouji Lolita